# Deafheaven
Deafheaven ist eine US-amerikanische Blackgaze-Band, die 2010 in San Francisco von George Clarke und Kerry McCoy gegründet wurde. Ihr 2013 veröffentlichtes zweites Album Sunbather wurde international hochgelobt und schaffte es in die Jahresbestenlisten zahlreicher Musikkritiker.
Deafheavens musikalischer Stil bezieht seine Einflüsse aus dem Black Metal, Shoegazing und Post-Rock, die Band wird daher dem Blackgaze zugerechnet. Deafheaven verzichten vollständig auf im Black Metal verbreitete Stilelemente wie Corpsepaint, Pseudonyme oder satanische Texte.

## Bandgeschichte

### Gründung und Demo (2010)
Deafheaven formierten sich im Februar 2010 in San Francisco als Duo, bestehend aus dem Sänger George Clarke und dem Gitarristen Kerry McCoy. Beide hatten zuvor in der Grindcore-Band Rise of Caligula gespielt. Der Bandname entstand spontan, George Clarke hält es aber für möglich, dass er sich unbewusst an eine Stelle in William Shakespeares 29. Sonnet („And trouble deaf heaven with my bootless cries...“) erinnerte.
Clarke und McCoy nahmen im April 2010 in den Atomic Garden Studios mit dem Produzenten Jack Shirley ein Demo auf. Die 500 US-Dollar Produktionskosten musste der Produzent vorfinanzieren, da Clarke und McCoy beinahe mittellos in einer 16-köpfigen Wohngemeinschaft lebten. Da die Musiker keine E-Gitarre besaßen, wurden die Lieder auf einer billigen akustischen Gitarre komponiert und dann auf Leihinstrumenten des Studios eingespielt. Das aus vier Songs bestehende Demo verband Elemente des Screamo mit stilistischen Elementen des Black Metal und Post-Rock. Nachdem das Demo von einigen Musik-Bloggern positiv besprochen wurde, entschlossen sich Clarke und McCoy mit zusätzlichen Musikern im Juni 2010 live aufzutreten. Deafheaven wurde durch den Zugang des Bassisten Derek Prine, des Gitarristen Nick Bassett und des Schlagzeugers Trevor Deschryver zu einem Quintett.

### Plattenvertrag undRoads to Judah(2010–2012)
Deafheaven unterzeichneten im Dezember 2010 einen Plattenvertrag mit Deathwish Inc. Die erste Veröffentlichung war eine 7" Vinyl-Single mit den Stücken Libertine Dissolves and Daedalus vom Demo.
Das Debütalbum Roads to Judah wurde am 26. April 2011 veröffentlicht. Der Titel bezieht sich auf den Namen einer Straßenbahnlinie (N Judah) in Deafheavens Heimatstadt San Francisco. Die Texte beschäftigen sich mit Clarkes Drogenabhängigkeit und ausschweifendem Lebenswandel. Roads to Judah erhielt positive Kritiken und fand auch in Jahresbestenlisten Erwähnung.

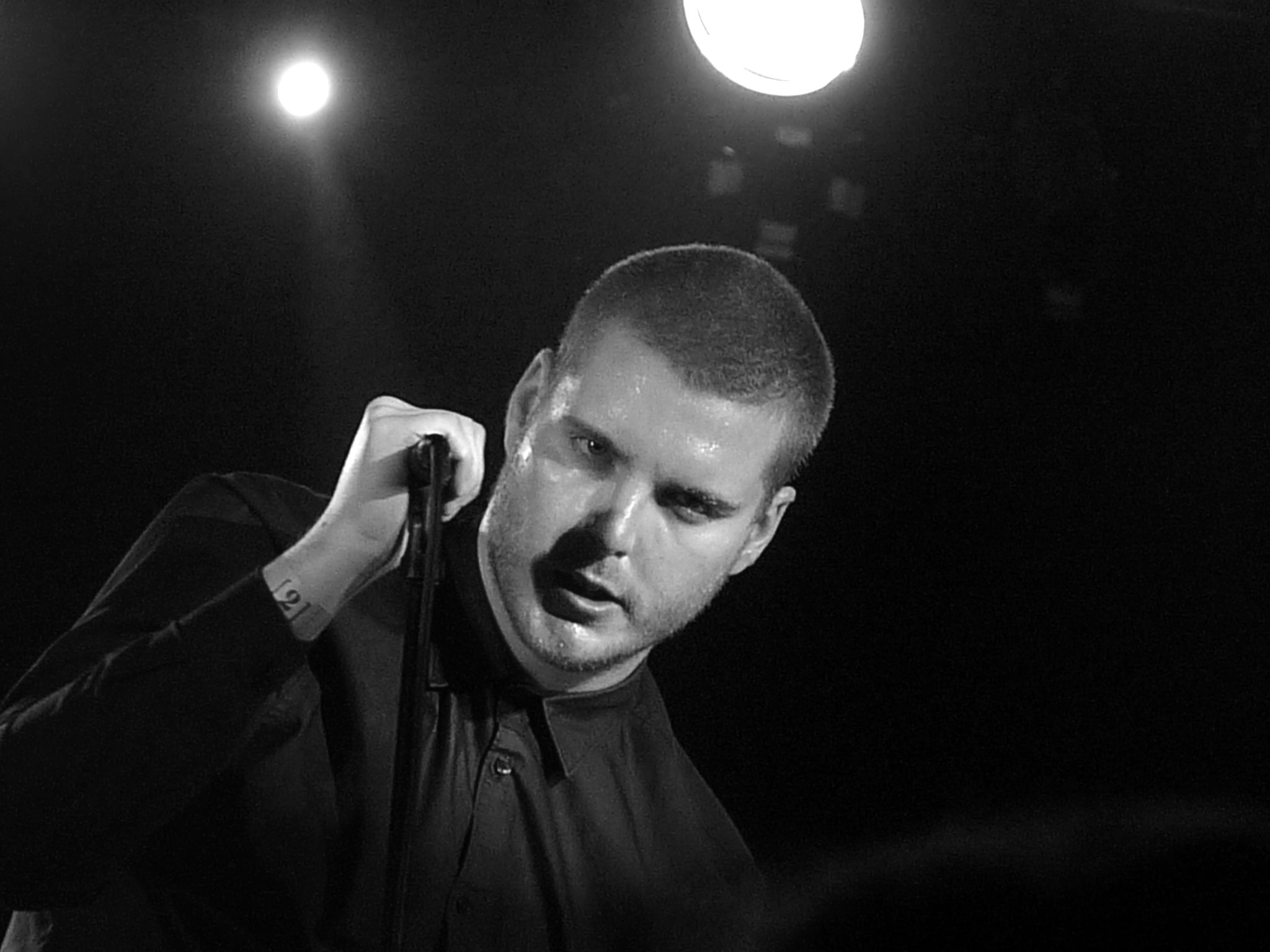
Sänger George Clarke bei einem Auftritt in Barcelona, Spanien (2012)

Um Roads to Judah zu bewerben, tourten Deafheaven mit der kanadischen Noise-Rock-Band KENmode und später mit Russian Circles durch die USA. Sie traten in Austin, Texas auf dem South-by-Southwest-Festival, dem Sound and Fury Festival in Kalifornien und dem Northside Festival in New York auf. 2012 tourten Deafheaven durch Europa und spielten u. a. sieben Shows in Deutschland und drei in Österreich.
Als Teil einer Serie von kostenlosen Live-Alben der Künstler des Plattenlabels Deathwish Inc. wurde 2011 Live at The Blacktop veröffentlicht, ein Konzertmitschnitt vom 15. Januar 2011 aus Bell Gardens, Kalifornien. Im Oktober 2012 steuerten Deafheaven zwei Mogwai Cover-Songs (Punk Rock und Cody vom 1999er Album Come On Die Young) zu einer Split-Single mit Bosse-de-Nage bei.

### Sunbather, neue Besetzung und kritischer Erfolg (2013 bis heute)
Im September 2011 erklärte Deafheaven, dass man an neuem Material für ein zweites Album arbeite. Zu dieser Zeit beschrieb McCoy das neue Material als „schneller, dunkler, viel heavier und sehr viel experimenteller“ als Roads to Judah. Im Dezember 2012 erklärte Clarke jedoch, das neue Material sei „weniger melancholisch und nicht so Black Metal zentriert, sondern eher opulent, rockig, manchmal sogar poppig.“ Zum Ende des Jahres 2012 stieß Daniel Tracy als neuer Schlagzeuger zur Band und beteiligte sich aktiv am Songwriting, das bis dahin Clarke und McCoy allein bewältigt hatten: „Sein Beitrag als Schlagzeuger ist groß – er hat die Platte in großem Maße mitgeprägt“, kommentierte Clarke. „Er fügte seinen Stil als Schlagzeuger zu den bereits existierenden Song-Strukturen hinzu“.
Im Januar 2013 wurde das zweite Album mit Produzent Jack Shirley innerhalb von fünf Tagen im Atomic Garden Studio in Palo Alto, Kalifornien aufgenommen und am 11. Juni 2013 unter dem Titel Sunbather veröffentlicht. Clarke erklärt den Albumtitel so: "Schlussendlich habe ich das Album Sunbather („Sonnenbader“) genannt, weil es das Gefühl beschreibt, welches mir das Album gibt. Es drückt die Traurigkeit, Frustration und Wut aus, die das Streben nach Perfektion begleiten. Man träumt von Wärme und Liebe, trotz der Schmerzen des Idealismus".
Das Albumcover wurde von Nick Steinhardt, dem Gitarrist der Band Touché Amoré, entworfen, der auch schon das Cover zu Roads to Judah gestaltete. Die pink-orangen Farbschattierungen und der halb-überblendete Schriftzug sollen den Seheindruck vermitteln, der entsteht, wenn man mit geschlossenen Augen direkt in die Sonne blickt.
Sunbather wurde von Kritikern positiv bis euphorisch besprochen: Auf Metacritic erreicht das Album 92/100 und wurde zum bestbewerteten Album des Jahres 2013 erklärt. Es erreichte Platz 130 in den Billboard 200-Charts.
In Ergänzung zu Schlagzeuger Daniel Tracy, der bereits bei den Aufnahmen zu Sunbather dabei war, stießen 2013 Bassist Stephen Clark und Gitarrist Shiv Mehra zur Band. Die Gründungsmitglieder Clarke und McCoy erklärten, die vorherigen Mitglieder hätten wegen des harten Tourlebens und der unbefriedigenden Finanzsituation die Band verlassen. 2013/2014 spielte Deafheaven zahlreiche Headliner-Shows und Festivalauftritte in den USA, Europa und Asien.
Am 25. August 2014 wurde der neue Song From the Kettle onto the Coil auf der Webseite des TV-Senders Adult Swim als kostenloser Download veröffentlicht.
Am 23. Oktober 2014 kündigte die Band durch einen kurzen Twitter-Tweet („LP3 2015“) die Veröffentlichung ihres dritten Albums für das Jahr 2015 an. Im Juli 2015 wurde der Albumtitel New Bermuda bekannt gegeben und ein kurzes Promo-Video veröffentlicht, das Album erschien am 2. Oktober 2015. Es enthält fünf Songs und verzichtet auf die eigenständigen Akustik-Intermezzi seiner Vorgänger. Mit einer Laufzeit von 46:35 Minuten ist es deutlich kürzer als Sunbather (59:58), jedoch länger als Roads to Judah (38:22).
New Bermuda erhielt überwiegend sehr positive Kritiken, erreichte auf Metacritic.com einen Wert von 85 und platzierte sich damit auf Platz 42 aller im Jahr 2015 erschienenen Alben. Es fand sich auf zahlreichen Album-des-Jahres-Listen sehr weit oben, so z. B. Platz 10 in den besten Metal-Alben des Jahres bei stereogum.com. In den Billboard-200-Charts erreichte es die Position 63.
In Metal-Kreisen wurde das Album gemischt aufgenommen und galt einigen Kritikern als Beleg dafür, dass Deafheaven von der allgemeinen Musikpresse überschätzt sei und es sich um eine abzulehnende „Hipster-Band“ handele. Dass New Bermuda, anders als die beiden Vorgängeralben, nicht nur Stilelemente aus dem Black Metal und Shoegaze enthält, sondern auch eher traditionelle Metal-Riffs im Stile von Pantera, wurde der Band von einigen Kritikern als Anbiederung an die Metal-Community ausgelegt. Das Metal-Blog „Angry metal guy“ veröffentlichte sogar zwei Kritiken, eine positive (4 von 5 Punkten) und eine negative (2,5 von 5 Punkten).
Die musikalische Annäherung Deafheavens an das breitere Spektrum des Metal jenseits des Black-Metal zeigte sich auch im Line-Up der am 15. Januar 2016 gestarteten Nordamerika-Tournee, mit den Headlinern Lamb of God und Anthrax. Ab März 2016 beabsichtigen Deafheaven eine Europatour mit 23 Auftritten; als Support werden sie dabei von der ebenfalls in Metal-Kreisen nicht unumstrittenen Musikerin Amalie Bruun begleitet, die als Myrkur Black Metal mit weiblichem Choral-Gesang neu interpretiert.
Am 20. August 2021 veröffentlichte die Band ihr fünftes Studioalbum Infinite Granite bei Sargent House. Zuvor erschien im Juni die erste Single Great Mass of Color. Anders als auf den bisherigen Veröffentlichungen der Band folgt dieser Song einem Shoegaze-Sound und verzichtet fast vollständig auf Elemente des Black Metals.
Mit der Veröffentlichung ihres sechsten Studioalbums Lonely People with Power am 28. März 2025 bei Roadrunner Records besinnen sich die US-Amerikaner wieder auf ihre düstere Seite. Sie haben wieder deutlich an schwarzmetallischer Härte zugelegt. Der Rolling Stone bezeichnet das Album als das beste ihrer bisherigen Bandkarriere. Das Album belegte in der ersten Woche den Platz 67 der deutschen Albumcharts. In Schottland konnte sogar Platz 28 erreicht werden.

## Diskografie

### Studioalben
| Jahr | Titel Musiklabel                            | Höchstplatzierung, Gesamtwochen, AuszeichnungChartplatzierungen (Jahr, Titel, Musiklabel, Platzierungen, Wochen, Auszeichnungen, Anmerkungen) | Höchstplatzierung, Gesamtwochen, AuszeichnungChartplatzierungen (Jahr, Titel, Musiklabel, Platzierungen, Wochen, Auszeichnungen, Anmerkungen) | Höchstplatzierung, Gesamtwochen, AuszeichnungChartplatzierungen (Jahr, Titel, Musiklabel, Platzierungen, Wochen, Auszeichnungen, Anmerkungen) | Höchstplatzierung, Gesamtwochen, AuszeichnungChartplatzierungen (Jahr, Titel, Musiklabel, Platzierungen, Wochen, Auszeichnungen, Anmerkungen) | Anmerkungen                           |
| Jahr | Titel Musiklabel                            | DE | CH | UK | US | Anmerkungen                           |
| ---- | ------------------------------------------- | --- | --- | --- | --- | ------------------------------------- |
| 2011 | Roads to Judah Deathwish Inc.               | — | — | — | — | Erstveröffentlichung: 26. April 2011  |
| 2013 | Sunbather Deathwish Inc.                    | — | — | — | US130 (1 Wo.)US | Erstveröffentlichung: 11. Juni 2013   |
| 2015 | New Bermuda Deathwish Inc.                  | DE51 (1 Wo.)DE | — | — | US63 (1 Wo.)US | Erstveröffentlichung: 2. Oktober 2015 |
| 2018 | Ordinary Corrupt Human Love Deathwish Inc.  | DE23 (1 Wo.)DE | — | UK99 (1 Wo.)UK | US111 (1 Wo.)US | Erstveröffentlichung: 13. Juli 2018   |
| 2021 | Infinite Granite Sargent House              | DE17 (1 Wo.)DE | CH55 (1 Wo.)CH | — | US130 (1 Wo.)US | Erstveröffentlichung: 20. August 2021 |
| 2025 | Lonely People with Power Roadrunner Records | DE67 (1 Wo.)DE | CH68 (1 Wo.)CH | — | — | Erstveröffentlichung: 28. März 2025   |

### EPs und Singles
- 2010: Demo
- 2011: Libertine Dissolves/Daedalus
- 2012: Punk Rock/Cody (Split-EP)
- 2014: From the Kettle onto the Coil